# Guillaume d'Ockham
« Ockham » redirige ici. Pour l’article homophone, voir OCAM.
Guillaume d'Ockham ou Guillaume d'Occam (en anglais : William of Ockham ; en latin : Gulielmus Occamus ; v. 1285 - 9 avril 1347), dit le « Docteur invincible » et le « Vénérable initiateur » (Venerabilis inceptor), est un philosophe, logicien et théologien anglais, membre de l'ordre des Franciscains, considéré comme le représentant le plus éminent de l'école scolastique nominaliste (ou « terministe », selon la terminologie ockhamienne), principale concurrente des écoles thomiste et scotiste.
Sa doctrine fut soupçonnée d'hérésie par les autorités ecclésiastiques parce qu'elle remettait en cause bon nombre de postulats de la théologie traditionnelle, notamment ses prémisses « scientifiques » (subordination thomiste ou déduction scotiste) et parce qu'elle critiquait la possibilité d'une démonstration de l'existence divine. Ockham s'en est également pris aux fondements de l'autorité temporelle du pape dans ses écrits politiques, rejoignant de facto l'empereur Louis IV de Bavière en lutte contre le Saint-Siège.
On voit parfois dans la philosophie d'Ockham la préfiguration de la science moderne, de l'empirisme anglais ainsi que de la philosophie analytique contemporaine, car elle insiste surtout sur les faits et sur le type de raisonnement utilisé dans le discours rationnel, au détriment d'une spéculation métaphysique sur les essences.

## Biographie

### Contexte historique
La vie de Guillaume d'Ockham fut marquée par plusieurs querelles liées, d'ordre théologique, politique et philosophique. Ockham y participa notamment de par son appartenance à l'ordre des Franciscains.

#### Querelles autour de l'ordre des Franciscains
L'ordre des Franciscains fut fondé par Francesco Bernardone, c'est-à-dire Saint François d'Assise, qui vécut de 1182 à 1226. Un de ses thèmes principaux était le vœu de pauvreté, soit de vivre sans propriété. Mais bientôt, les franciscains devinrent de facto propriétaires d'églises, ce qui souleva naturellement des questions juridiques, théologiques et philosophiques.
Les années 1320 furent marquées par l’opposition du pape aux Franciscains. Il s'agit de la « querelle de la pauvreté ».
Les frères les plus radicaux s’unirent au sein du courant des Spirituels.
Ils pratiquaient un culte intransigeant de la pauvreté. Ils affirmaient que le Christ était pauvre, n’avait jamais rien possédé et ne vivait pas dans le droit. Pour eux, la propriété était une vie moralement inférieure.
Ces thèses des Franciscains Spirituels étaient délicates : les plus radicaux refusaient l'autorité des prélats ne respectant pas la complète pauvreté selon eux évangélique. Certains historiens pensent ainsi qu’ils prêchaient la pauvreté intégrale pour l'Église telle que la souhaitait saint François d’Assise, d’autres qu’ils ne défendaient que le droit des frères franciscains à vivre hors du régime de la propriété.
Ces Franciscains Spirituels se révoltèrent contre le pape Jean XXII (pape de 1316 à 1334; à noter qu'il résidait en Avignon et non à Rome) et jetèrent la dissension dans l’Ordre.
À partir de 1322, Jean XXII réagit en publiant diverses bulles.
Il souhaitait que les frères reconnaissent être dépositaires d'un droit d'usage sur les biens dont ils disposaient (notamment de leurs églises), mais ces derniers refusèrent, revendiquant un « usage sans droit ».
En 1324 eut lieu la révolte du franciscain Michele da Cesena (en français, Michel de Césène) contre la papauté, pour la même question de pauvreté. Il dut se présenter à la cour du pape en Avignon en 1327. Plus tard, le 20 avril 1329, le pape Jean XXII l'excommunie. Il lui adresse directement la bulle Quia vir reprobus (« Cet homme que nous réprouvons »), le 16 novembre 1329. Cesena lui répond dans Ad perpetuam rei memoriam innotescat quod ego, Fr. Michael (25 novembre 1330) et dans Christianæ fidei fundamentum. Il mourut en 1342.
Le 4 décembre 1334, Jean XXII mourut ; son successeur Benoît XII tenta de sauvegarder sa mémoire. La lutte continua pour les Spirituels, dont Ockham.

#### Conflit entre l'empereur et le pape
La querelle de la pauvreté fut liée à une autre, hautement politique : L'empereur Louis de Bavière proclama la primauté du pouvoir temporel sur le pouvoir spirituel. Parce qu'opposés au pape, les Spirituels prirent parti pour Louis de Bavière. Il trouva donc de formidables alliés dans le courant des Spirituels.
Le 16 juillet 1338, l'Union électorale de Rense des princes allemands affirma une certaine indépendance vis-à-vis du pape : « Celui qui est élu par la majorité des électeurs est roi par le fait, sans qu’il soit besoin de la confirmation du pape ».
Le 13 avril 1346, l'excommunication de Louis de Bavière fut confirmée.

#### Querelles autour du nominalisme
Guillaume d'Ockham représentait la position philosophique du nominalisme.
Le 25 sept. 1339, les livres nominalistes furent rendus inaccessibles, leur enseignement condamné. Les bacheliers durent jurer qu’ils ignorent la doctrine d’Ockham.
En 1340 fut promulgué un décret de l’Université [Laquelle ?] contre le nominalisme, tentant d’organiser les règles d’argumentation logique. « Que nul ne prétende enfermer la science dans les propositions et les termes [ce que font les logiciens nominalistes]; la science atteint la réalité ».
En 1342, Clément VI remplaça Benoît XII en tant que pape.
Clément VI, qui avait étudié à l’université de Paris, voulait la préserver des doctrines étrangères (dont le nominalisme fait partie). Avec sa Lettre pontificale du 20 mai 1346, il condamna le nominaliste Nicolas d'Autrécourt.

### Environ 1287 à 1324 en Angleterre
Les informations sur le début de sa vie sont relativement incertaines.
Guillaume d'Ockham naquit dans le petit village d'Ockham à quarante kilomètres de Londres. L'année de sa naissance fut placée en 1285 par des historiens, mais en 1287 ou 1288 par les historiens d'aujourd'hui.
Il apprit peut-être les fondements du latin (langue scientifique de l'époque) dans une école de village à Ockham même, puis il reçut un enseignement élémentaire au couvent franciscain des Greyfriars (en) de Londres. Il suivit ensuite de brillantes études au couvent universitaire d'Oxford, qu'il commença entre 1310 et 1317. Contrairement à ce qu’affirmait Trithème, il ne semble pas qu’il ait été élève de Duns Scot. Il enseigna quelques années à Oxford et aurait dû devenir docteur (études couronnées par l’inceptio), mais arrêta de poursuivre cette voie (probablement en 1321) et retourna à Londres. Ceci explique probablement son surnom de venerabilis inceptor, « vénérable initiateur ». C'est à cette époque qu'il écrivit nombre de ses œuvres théologiques et philosophiques.
Certains de ses confrères regardaient avec suspicion ses idées philosophiques minoritaires. En 1323, Ockham dut défendre ses positions devant une assemblée de franciscains. Environ en même temps, quelqu'un, peut-être John Lutterell (en), chancelier thomiste de l'Université d'Oxford, le dénonça à la cour du pape en Avignon,. En 1324, Ockham fut accusé d'hérésie du fait de ses positions métaphysiques radicales, plus précisément 51 thèses tirées de ses Sentences. Guillaume d'Ockham se rendit à Avignon, où siégeait le pape Jean XXII.

### Entre 1324 et 1328 à Avignon

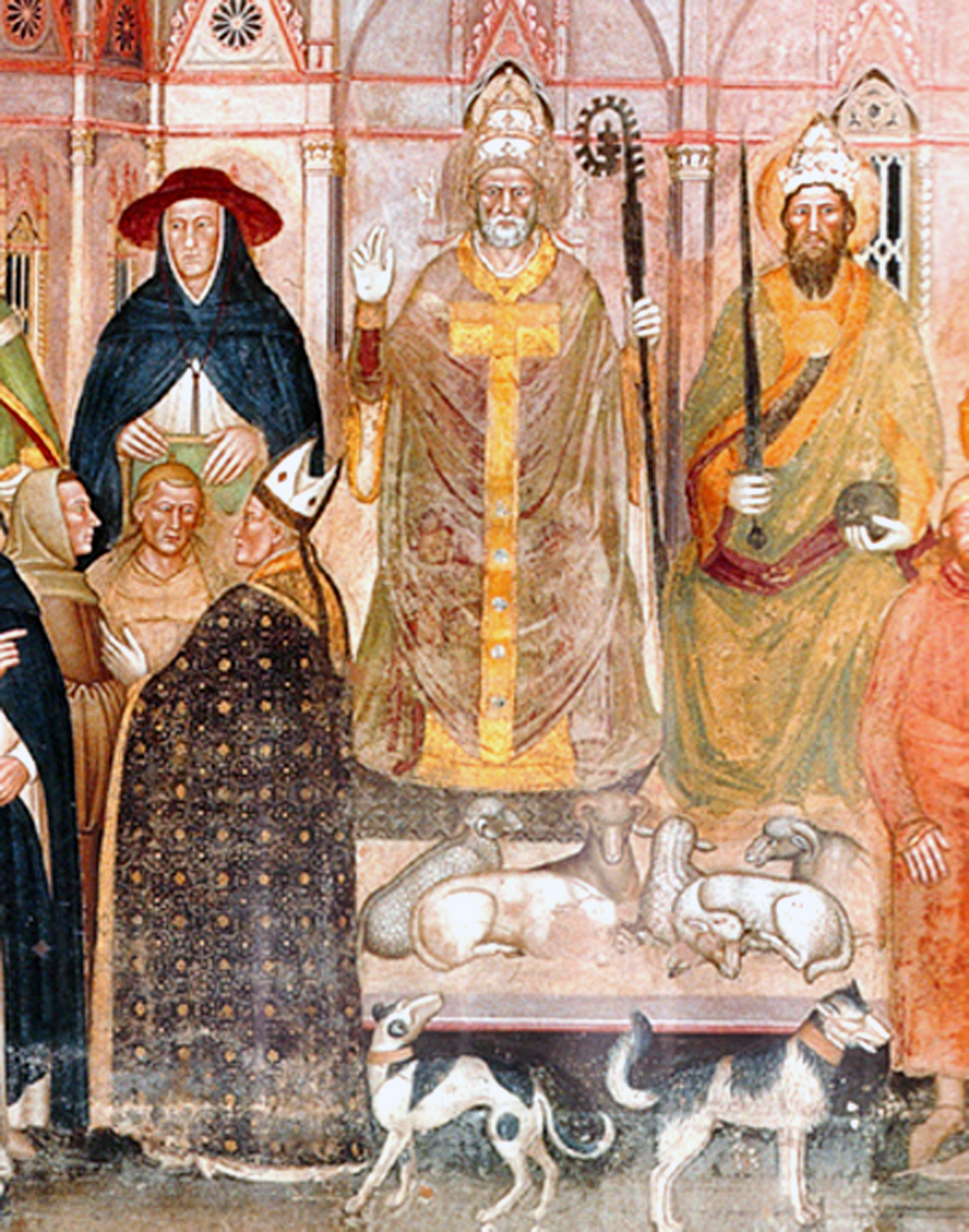
L'archevêque Simone Saltarelli, sur la fresque de la Chapelle des Espagnols, est représenté aux pieds d'Innocent VI, en train d'admonester Guillaume d'Ockham et Michele da Cesena, général des Franciscains. À gauche et à droite du pape se trouvent le cardinal Albornoz et Charles IV de Luxembourg.

A Avignon, Ockham vécut en semi-liberté dans un couvent rattaché à son ordre. « On comprend les impatiences, les rancœurs du jeune moine, conscient de sa valeur et arrêté dans sa carrière. » Il eut cependant le temps de travailler. Il termina notamment les Quodlibets, sa dernière grande œuvre théologique.
Ockham croisa peut-être Maître Eckhart[réf. souhaitée], lui aussi convoqué pour un procès en hérésie. Malgré l'enquête d'une commission pontificale en 1328, Guillaume d'Ockham ne fut néanmoins jamais condamné, pour des raisons encore inconnues, contrairement à Maître Eckhart, dont certaines formulations furent  condamnées en 1329, après sa mort.
Tamar Rudavsky pense qu'à Avignon Ockham rencontra aussi le savant juif Gersonide. Cela expliquerait le fait qu'ils partagent certaines idées philosophiques, minoritaires à l'époque.
Cette période fut marquée par la querelle de la pauvreté. Ockham ne s’intéressa vraiment à cette querelle (qu’il croyait réglée) qu’avec la venue de Michele da Cesena en son couvent d’Avignon à l'automne 1327. En 1328, Césène demanda à Ockham de faire des recherches sur la question. Ockham les fit, et arriva à la conclusion que la position du pape Jean XXII était non seulement fausse, mais hérétique, et que par ailleurs le pape était obstiné dans son hérésie. Il ne reconnut donc plus l'autorité de Jean XXII.
La nuit du 26 mai 1328, Ockham fuit Avignon avec Michel de Césène et quelques autres franciscains.

### 1328 à 1347 au Saint-Empire
Ockham et ses confrères partirent tout d'abord pour Pise, où se trouvait Louis de Bavière, empereur du Saint-Empire, qui les protégea. Ockham y rencontra Marsile de Padoue. Cette rencontre, où les deux franciscains restent en fort désaccord, aura une influence notable sur sa philosophie politique. Il est admissible que Guillaume d'Ockham ait profité de la protection des Franciscains Spirituels Radicaux, soupçonnés ou jugés « pro movente » (procédure canonique médiévale où l'accusé en raison de ses actes ou écrits publics devait prouver son innocence au lieu que les juges aient à prouver sa culpabilité) pour hérésie, et qui devaient donc se cacher.
Le 6 juin 1328, le pape excommunie Ockham pour avoir quitté Avignon sans permission (et non pour ses doctrines). Il est cependant incertain qu'il ait effectivement eu l'interdiction formelle de quitter la ville.
Il aurait [Quand ?] prononcé à l’empereur ces mots célèbres : O Imperator, defende me gladio et ego defendam te verbo (« O empereur, défends-moi par l’épée, et je te défendrai par la parole »).[réf. souhaitée]
Vers 1329, l'empereur retourna d'Italie à Munich, et Ockham et ses confrères le suivirent.
Ockham consacra alors le reste de sa vie à son œuvre philosophique. A deux exceptions près, dont l'authenticité est contestée, il traita désormais de questions politiques: il publia des pamphlets politico-religieux contre l'autorité pontificale, dont notamment Opus nonaginta dierum vers 1332.
Guillaume d'Ockham mourut en 1347; sa tombe porte la date du 10 avril.

## La philosophie de Guillaume d'Ockham
Ockham vit à une époque d'effervescence philosophique annonçant la Renaissance. Rompant avec le dogmatisme théologique et s'inscrivant dans l'héritage de la pensée de la Grèce antique, le nominalisme qu'il professe sème les germes de la modernité.

### Métaphysique
Guillaume d'Ockham est célèbre pour avoir soutenu dans la querelle des universaux que les universaux (concepts universels et abstraits comme humanité, animal, beauté), ne sont que des termes conventionnels et non des choses réelles, contre Thomas d'Aquin qui soutenait qu'ils sont des « substances secondes » (thèse du réalisme des universaux). Pour Ockham, il n'y a d'être qu'individuel. Il nomme sa position « terminisme », en ce qu'elle repose sur l'analyse des termes, mais l'usage s'est répandu en histoire de la philosophie de considérer le franciscain comme un penseur du nominalisme, dénomination qui est apparue à la fin du XVe siècle.
Ockham est aussi célèbre pour le principe dit du rasoir d'Ockham. Étroitement associé à son nominalisme, ce principe de parcimonie stipule qu'« il ne faut pas multiplier les entités sans nécessité » (« entia non sunt multiplicanda praeter necessitatem »). Il reprend ainsi un adage scolastique dérivé d'Aristote : « C'est en vain que l'on fait avec plusieurs ce que l'on peut faire avec un petit nombre » (« Frustra fit per plura quod potest fieri per pauciora », Summa totius logicae, 1323, I, 12).. C'est un principe à la logique mais aussi ontologique. Il fait de Guillaume d'Ockham un précurseur de l'empirisme anglais. Il sera également repris par Quine au XXe siècle.
Pour Ockham, « une hypothèse simple, fût-elle matérialiste, avait plus d'intérêt qu'une hypothèse complexe, fût-elle spiritualiste. C'était à son époque une véritable révolution philosophique. » L'épistémologie lui doit beaucoup.

### Physique
Conséquence de son rasoir, Ockham rejette en physique les entités non nécessaires (la quantité, le lieu, le temps, etc.) comme réalités distinctes de la substance corporelle. En outre, il a introduit, en 1323, la différence entre ce qu'on appelle le mouvement dynamique (que nous engendrons) et le mouvement cinétique (engendré par des interactions, dont des collisions)[réf. nécessaire].

### Philosophie de la connaissance
Conséquence de la négation de l'existence des universaux, Ockham considère que la connaissance provient des sens et porte seulement sur des choses singulières. Les universaux sont nécessaires pour constituer la pensée, mais les classes auxquelles ils réfèrent ne sont que des outils pour élaborer la connaissance des choses singulières et non l'objet même de la connaissance.

### Philosophie du langage
Ockham est l'un des premiers à avoir fondé une philosophie du langage à partir de l'hypothèse d'un discours mental ou lingua mentalis, reprise au XXe siècle par Jerry Fodor. S'appuyant sur Boèce et son commentaire de De l'interprétation d'Aristote, ainsi que sur Augustin d'Hippone et le livre XV De la Trinité, il affirme ainsi qu'il y a trois sortes de phrases et de termes, écrites, parlées et conçues. Il considère les mots comme des signes conventionnels, dont la signification est arbitraire, et qui se rapportent aux idées ou concepts mentaux. Ceux-là, par contre, sont des signes naturels, qui se rapportent aux choses et objets extérieurs. Ainsi, les mots se rapportent de façon secondaire aux choses, par l'intermédiaire des concepts mentaux. Ce rapport du mot au concept mental est dupliqué par le rapport du mot écrit à la parole.

### Théologie
Guillaume d'Ockham va plus loin que Thomas d'Aquin dans l'affirmation de la séparation de la raison et de la foi, en posant qu'il n'y a pas de hiérarchie entre la philosophie et la théologie, que la première ne peut devenir la servante de la seconde, car il n'y a aucun rapport entre elles.

#### Question théologico-politique: pour une séparation des autorités spirituelles et des autorités temporelles
De même que la science et Dieu ne se rencontrent pas, Guillaume d'Ockham considère que le pouvoir temporel est d'un autre ordre que le pouvoir spirituel. Il accuse à son tour le pape d'Avignon Jean XXII d'hérésie et de se mêler de ce qui ne le regarde pas pour l'élection de l'empereur du Saint Empire. Six siècles avant que ne commence à prendre une certaine ampleur le principe de la séparation de l'Église et de l'État, Guillaume d'Ockham aura été un précurseur de la sécularisation. En cela, il se place en continuateur et en modérateur de l'œuvre de Marsile de Padoue.

#### Influence sur la Réforme?
Luther, au couvent et lors de ses études, a suivi les cours de Gabriel Biel, tributaire de la pensée d'Ockham. Il s'éleva contre elle, car elle était pour lui un retour au pélagianisme, qui justifiait les hommes par leurs œuvres.
Selon Joseph Lortz (en), le futur réformateur serait tombé sur des maîtres marqués par le nominalisme : au lieu de rencontrer la scolastique classique représentée par Thomas d'Aquin, il aurait été marqué par l'occamisme et conduit ainsi à s'éloigner de l'Église catholique. En effet, dans son Introduction à la philosophie médiévale, Kurt Flasch signale l'influence de Guillaume d'Ockham sur Luther via Grégoire de Rimini. Cette influence concerne principalement la séparation entre la foi et la raison, donc entre la théologie et la philosophie, ainsi qu'un augustinisme moral austère.

## Œuvres

### Textes originaux
- Quaestiones et decisiones in quatuor libros Sententiarum cum centilogio theologico (« Commentaire des Sentences », 1317-1319). Les Sentences sont un livre de Pierre Lombard. Le livre I est une ordinatio. Les livres II, III et IV sont des reportationes. Le Prologue est pour Ockham l’occasion d’exposer sa théorie de la démonstration. Son enjeu est théologique et scientifique. En repensant la théorie de la démonstration sur la base de sa métaphysique du singulier, Ockham s’efforce de déterminer dans quelle mesure il est possible d’appliquer la démonstration logique en théologie.Quaestiones in quattuor libros sententiarum.

Quaestiones in quattuor libros sententiarum.

- Summula philosophiae naturalis (« Petite somme de philosophie naturelle »,1319-1321).
- Expositio aurea (« Exposition sur les livres de l'art logique », 1321-1323). Commentaires sur des Catégories et du De l’interprétation d’Aristote, mais également de l’Isagogè de Porphyre.
- Centiloquium theologicum (1321-1323), collection de cent propositions scholastiques.
- Tractatus de praedestinatione et de prescientia dei respectu futurorum contingentium (« Traité sur la prédestination et la prescience divine concernant les futurs contingents », 1321-1323). Ockham développe des problèmes logiques à partir des problèmes théologiques.
- Expositio super libros elenchorum (« Exposition sur les réfutations sophistiques », 1321-1323).
- Brevis summa libri physicorum (« Courte somme des livres de physique », 1322-1323).
- Summa totius logicae (« Somme de toute logique », 1323). Cette œuvre majeure de Guillaume d’Ockham influence fortement la constitution de la logique moderne. Sa théorie de la suppositio[15], notamment, est d'une importance capitale dans son combat contre le réalisme.
- Quaestiones in libros physicorum Aristotelis (« Questions sur les livres de la physique d'Aristote », 1322-1324)[16].
- Quodlibeta septem (« Quodlibets », 1324-1325). Ces « questions sur n’importe quoi, n’importe quel sujet » se nourrissent des disputes en Avignon.
- Opus nonaginta dierum (1332-1333). Autre ouvrage clef de Guillaume au sein duquel il développe sa conception du droit. En affirmant la séparation de l’usage de fait et de la propriété dans les choses fongibles, Ockham défend son ordre religieux en conflit avec le pape (querelle de la pauvreté). Ockham discute et réfute les grands textes juridiques du pape Jean XXII (Ad conditorem canonum, Cum inter, Qui quorumdam). Michel Villey y voit la naissance théorique, bien avant l'âge classique du concept de droit subjectif, et donc des droits de l'homme.
- Tractatus de dogmatibus papae Johannis XXII (1333-1334). Texte rédigé après qu’Ockham a appris (janvier 1333) les positions pontificales quant au délai de la vision béatifique. Il est divisé en deux traités : 1. Exposition des erreurs du pape. 2. Réfutations des preuves allégués par les Johannites. Cet ouvrage, assez court, est ultérieurement devenu la 2e partie du Dialogue.
- Epistola ad fratres minores apud Assisium congregatos (1334). Ockham y explique sa rupture avec le pape à la suite de ses propos sur la pauvreté du Christ. Texte d’une rare violence contre les hérétiques dont Ockham considère que le « pseudo-pape » fait partie.
- Contra Johannem XXII (1334-1335). À la suite du décès de Jean XXII, Ockham affirme que sa rétractation, sur son lit de mort, relative à ses erreurs quant au délai de la vision béatifique a été insuffisante et est par conséquent inopérante.
- Breviloquium de principatu tyrannico (« Bréviloque sur la puissance du pape », 1334-1343). Divisé en neuf chapitres, l'ouvrage veut montrer qu’il est possible de critiquer la papauté (1), de critiquer et circonscrire ce pouvoir pontifical (2), d’exposer les conditions d’une existence légitime du pouvoir temporel (3), de questionner le fondement du pouvoir via un débat sur l’Empire romain (4), de questionner le fondement du pouvoir via les textes religieux (5), de questionner le fondement du pouvoir par les textes politiques (6), de montrer que les Écritures sont en accord avec sa position (8), et enfin de démontrer que tout pouvoir soumis à la loi (9).
- Compendium errorum Johannis XXII (1335-1337 ou 1334-1338). Les deux erreurs majeures du pape sont d’avoir voulu soumettre l’Empire romain et avoir déclaré la profession de pauvreté des frères mineurs contraire au droit.
- Defensorium contra errores Johannis XXII, papae (1335-1339).
- Tractatus ostendens quod Benedictus XII nonnullas Johannis XXII hereses amplexus est (1337).
- Allegationes de potestate imperiali (1338), écrit en collaboration avec plusieurs maîtres en théologie.
- An rex Angliae pro succursu guerrae possit recipere bona Ecclesiarum (1338-1340).
- Dialogus inter magistrum et discipulum de imperatorum et pontificum potestate (« Dialogue entre un maître et son disciple », 1338-1343 au plus tard). Ce texte affirme le caractère libérateur de la foi chrétienne selon une méthode d’exposition des différentes thèses sans prendre ostensiblement parti (ce qui est étonnant de la part du virulent contradicteur qu’était Ockham). Partie I : 7 livres relatifs au pouvoir pontifical (infaillibilité du pape, du concile, de l’Église). Partie II : c’est en fait le De dogmatibus de ≈1333. La partie III aurait dû comprendre 9 traités. La thèse principale du livre est que tout en reconnaissant l’origine du pouvoir divin, Ockham refuse d’y voir une justification à un pouvoir pontifical absolu.
- Breviloquium de principatu tyrannico (« Court traité du pouvoir tyrannique », 1339-40). Ockham s'y oppose à la plenitudo potestatis, issue de la bulle Dictatus papae de Grégoire VII et selon laquelle le pape « était au-dessus des princes et des seigneurs, que son pouvoir était absolu, que toutes les autorités, tant ecclésiastiques que civiles, dépendaient de lui, que le pape était maître et seigneur de l'univers en tant que représentant de Dieu sur terre et vicaire du Christ »[17].
- Octo quaestiones super potestate ac dignitate papali (1339-1342).
- Tractatus de jurisdictione imperatoris in causis matrimonialibus (1342). Le premier mariage de Marguerite Maultasche étant nul, le pape n’a aucune autorité pour apprécier la qualité de cette union. Ockham déploie à l’occasion de ce texte des idées extrêmement tranchées sur l’origine et les limites du pouvoir pontifical. Ce texte défend que seule l’autorité civile peut statuer sur les mariages consanguins. L’Église n’est donc pas omnipotente quant à cette institution clef qu’est le mariage.
- Tractatus de electione Caroli IV (1348) : Ockham s’oppose au nouvel empereur qu’il considère inféodé au pape. Il défend à cette occasion une séparation certaine des pouvoirs spirituel et temporel.
- Tractatus de imperatorum et pontificum potestate (1348-1349) : défense d’une coordination des deux pouvoirs. Texte d’une violence rare contre les prétentions hégémoniques de la papauté.

### Éditions ultérieures
- Opus nonaginta dierum et Dialogi, Lyon, Jean Trechsel, 1495.
- Dans le cadre des Opera Philosophica et Theologica de l’Institut franciscain Saint Bonaventure de New York (Cf. Pierre Alferi, op. cit., p. 475 sq.) :

1. Commentaire des Sentences de Pierre Lombard (I) : Ordinatio sive Scriptum in librum primum Sententiarum, (G. Gál, S. Brown, G.I. Etzkorn, F.E. Kelley, quatre vol., 1967, 1970, 1977 et 1979).
2. Commentaire des Sentences de Pierre Lombard (II, III et IV) : Reportatio sive Quaestiones in secundum tertium et quartum librum Sententiarum, (G. Gál, G.I. Etzkorn, F.E. Kelley, R. Wood, trois vol., 1981, 1982 et 1983).

- Commentaire sur le livre des Prédicables de Porphyre, Sherbrooke Centre d'études de la Renaissance, Université de Sherbrooke, 1978.
- Quodlibeta Septem, (J.C. Wey, 1980).

- Somme de logique, Mauvezin, Éditions T.E.R, 1988 (traduction Joël Biard: Tome I, 1993, Tome II 2000, Tome III, Première partie, 2003, Tome III, Deuxième partie, 2008).
- Prologue du commentaire des Sentences, traduit par André de Muralt : L'enjeu de la philosophie médiévale : études thomistes, scotistes, occamiennes et grégoriennes, Leiden, E.J. Brill, 1991, p. 353-373.
- Breviloquium de potestate papae, Paris, Vrin, 1937 (traduction française par Jean-Fabien Spitz, sous le titre : Court traité du pouvoir tyrannique, Paris, PUF, 1999).
- Intuition et abstraction, trad. David Piché, Vrin, Translatio, 2006.
- Traité sur la prédestination, trad. Cyrille Michon, Vrin, Translatio, 2007.

## Présence dans la culture

### Dans la littérature
- L'un des personnages du Nom de la rose d'Umberto Eco, le moine franciscain Guillaume de Baskerville est, de l'aveu même d'Eco[18], une référence à Guillaume d'Ockham dont il partage le prénom. Premier jour, vêpres : « il ne faut pas multiplier les explications et les causes sans qu'on en ait une stricte nécessité. » (Entia non sunt multiplicanda praeter necessitatem). Le nom du moine est quant à lui une référence au personnage de Sherlock Holmes et à la célèbre histoire Le Chien des Baskerville d'Arthur Conan Doyle. Comme Guillaume d'Ockham, Guillaume de Baskerville serait décédé au cours de l'épidémie de Peste Noire.

### Au cinéma
- Dans le film de Jean Jacques Annaud, Le Nom de la rose, adapté du roman, c'est l'acteur écossais Sean Connery (plus connu pour ses rôles antérieurs de James Bond) qui en interprète le personnage, une sorte de Sherlock Holmes en habits de franciscain confronté à des meurtres en série de moines au sein d'une abbaye en proie aux conflits théologiques et politiques de la fin du Moyen Âge. Son interprétation fut largement plébiscitée tant par la critique que par les spectateurs.